# Nieuwe Wetering (Zuid-Holland)
Nieuwe Wetering is een dorp in de gemeente Kaag en Braassem, in de Nederlandse provincie Zuid-Holland. Het is een lintvormig dorp, gelegen tussen een tuinbouwgebied in het westen en de A4 en de spoorlijn voor de HSL in het oosten. Het dorp werd voor het eerst vermeld in 1342, samen met Rijpwetering en Oude Wetering. Tot 1 januari 2009 viel Nieuwe Wetering onder de voormalige gemeente Alkemade.